# Ali Khamis (rukometaš)
Ali Khamis (9. kolovoza 1986.) je bahreinski rukometni vratar. Nastupa za klub Ettifaq Handball i reprezentaciju Bahreina.
Natjecao se na Svjetskom prvenstvu u Francuskoj 2017., gdje je reprezentacija Bahreina završila na 23. mjestu, te u Danskoj i Njemačkoj 2019. (20.). S reprezentacijom je osvojio srebro na azijskom prvenstvu u Južnoj Koreji 2018.